# Cercyonis texana
Cercyonis texana är en fjärilsart som beskrevs av Edwards 1880. Cercyonis texana ingår i släktet Cercyonis och familjen praktfjärilar. Inga underarter finns listade i Catalogue of Life.